# تحليل الأثر
تحليل الأثر هو فرع خاص من فروع الكيمياء التحليلية والذي يهتم بالتحليل النوعي والكمي للمواد بتراكيز نزرة ضئيلة جداً تقع عادة في مجال تراكيز أقل من مرتبة جزء في المليون ppm.
لا يمكن إجراء تحليل الأثر بالوسائل التقليدية في الكيمياء التحليلية، إنما يحصل ذلك بواسطة التحليل الآلي.